# Hogesnelheidslijn Sud-Est

Weergave traject

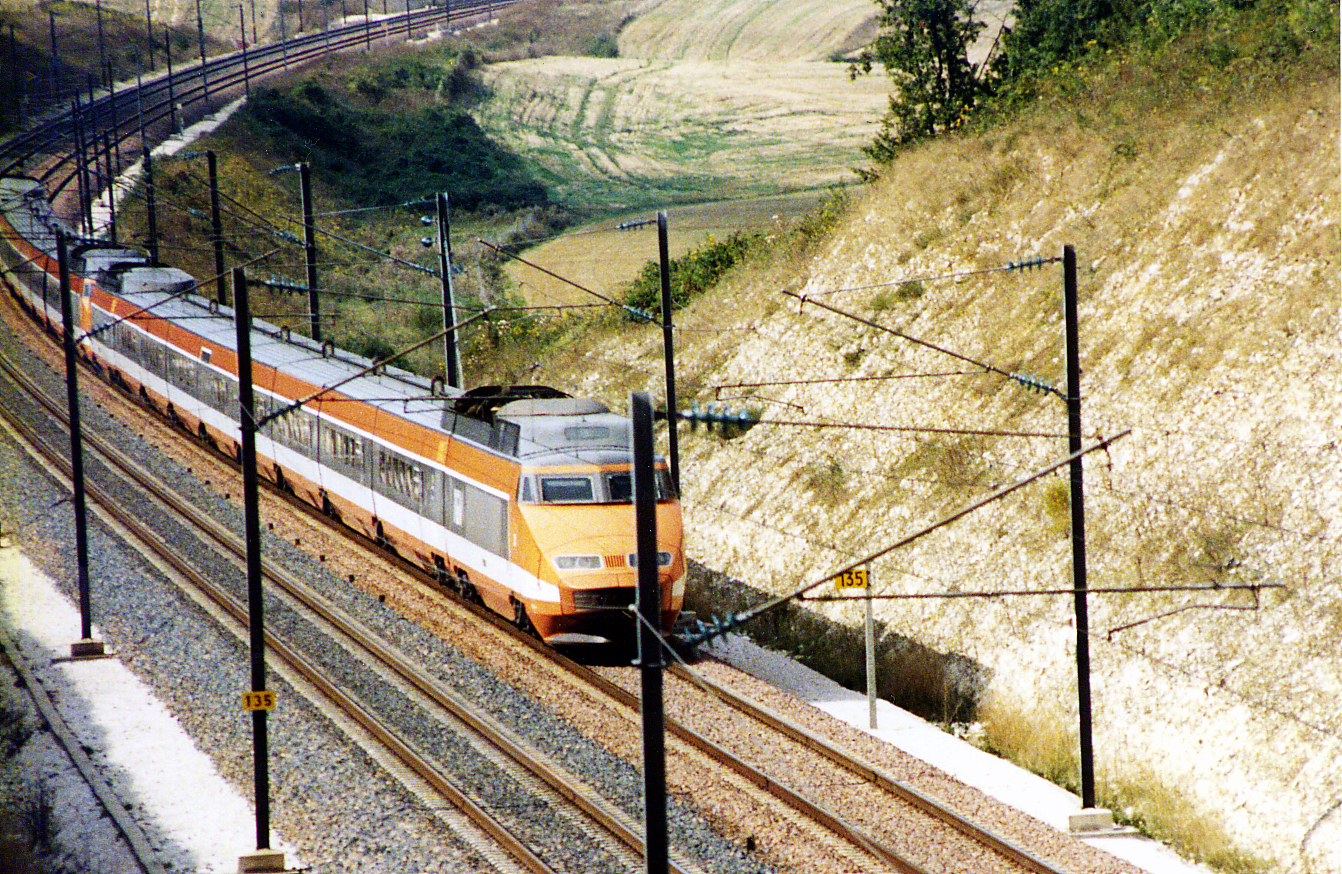
Een TGV Sud-Est in zijn eerste layout met oranje kleur op de LGV Sud-Est bij Tonnerre (foto uit 1987)

De LGV Sud-Est is een Franse hogesnelheidslijn in het centrum en zuidoosten van Frankrijk. Het was de eerste Ligne à Grande Vitesse en heeft identificatie Ligne nouvelle 1 of LN1. De 409 km lange spoorlijn verbindt Combs-la-Ville in de omgeving van Parijs met Sathonay-Camp in de omgeving van Lyon. Vanuit Paris Gare de Lyon verbinden TGV-treinen Parijs over deze lijn met het zuidoosten van Frankrijk, maar ook met Zwitserland, Italië en Spanje. De treinen sporen verder zuidwaarts over de LGV Rhône-Alpes en de LGV Méditerranée.

## Geschiedenis
De overheid gaf zijn akkoord voor het hogesnelheidsproject van de SNCF in 1974. De lijn kwam in meerdere secties in gebruik tussen 1981 en 1983. De lijn is berekend voor een maximale snelheid van 300 km/h. Op het traject werden in 1981 ook twee nieuwe stations gebouwd en in gebruik genomen:
- Station Le Creusot TGV
- Station Mâcon-Loché-TGV

### Opening
Het totale traject tussen Combs la Ville en Sathonay-Camp bij Lyon werd in 1983 geopend en was geschikt voor een maximum baanvaksnelheid van 260 km/h. Het deeltracé Lyon - Florentin werd al in 1981 geopend. Het traject Parijs - Lyon is 80 km korter dan de oude lijn via Dijon. Er werd bij de opening geen tariefsverhoging ingevoerd voor de LGV. De tariefafstand is op basis van de oude lijnafstanden berekend. Financieel is de spoorlijn een groot succes en de SNCF heeft de investering voor de lijn binnen 12 jaar terugverdiend (er is geen overheidssubsidie geweest.)

### Renovatie
Inmiddels is de LN1 gerenoveerd en waar mogelijk geschikt gemaakt voor een maximumsnelheid van 300 km/h. Deze lijn is anno 2010 de drukste LGV en heeft capaciteitsproblemen. Daarom zullen de TGV's, die geschikt zijn om in Zwitserland te rijden en die nog beperkt zijn tot maximum 270 km/uur; of omgebouwd worden naar 300 km/uur of vervangen worden.

### Eerste concurrentie voor SNCF in Frankrijk
Sinds de start reden op de lijn alleen treinen van de Franse SNCF, later aangevuld met grensoverschrijdende verbindingen van haar dochterondernemingen (Thalys, Eurostar, TGV Lyria) of van de Spaanse AVE waar de SNCF een commercieel akkoord mee had.
Dat veranderde op december 2021, toen het Italiaanse Trenitalia tweemaal daags een Frecciarossa-hogesnelheidstrein in open-access liet rijden tussen Parijs en Lyon en verder naar Turijn en Milaan (reisduur 6 uur 41 minuten). Daarmee is de LGV Sud-Est het eerste Franse hst-traject waar de concurrentie speelt, zowel op prijs als op comfortniveau. De SNCF was overigens eerder al zelf de concurrentie aangegaan op het Spaanse hst-net.

## Aftakkingen
- Bij Pasilly is een aftakking naar Montbard waar op de oude lijn naar Dijon wordt aangesloten. Deze verbinding wordt gebruikt voor TGV-diensten naar onder andere Dijon, Besançon, Lausanne, Bern en Zürich via Bazel. Deze bestemming werd tussen 2007 en 2011 bereikt via de LGV Est, maar na de opening van de LGV Rhin-Rhône gebruiken de TGV-treinen weer deze aftakking.
- Bij Mâcon (station Mâcon-Loché-TGV) is een aansluiting op de lijn naar Bourg-en-Bresse. Deze verbinding wordt gebruikt voor TGV-diensten naar onder andere station Genève-Cornavin. In december 2010 is de oude opgeheven spoorlijn tussen La Cluse en Bellegarde heropend, en verder is de volledige lijn tussen Bourg-en-Bresse en Bellegarde geëlektrificeerd en gemoderniseerd. Hoewel dit een trage verbinding is wordt door het vermijden van de omweg via Culoz toch 20 minuten reistijd bespaard.
- Via Bourg-en-Bresse of via een LGV Rhône-Alpes-aansluiting worden Chambéry en de meeste Franse wintersportplaatsen bereikt. In het wintersportseizoen worden vele extra TGV's ingezet, waaronder een Thalys van Brussel en Amsterdam naar Bourg-Saint-Maurice. Via Chambéry rijden de Internationale TGV's naar Turijn en Milaan.